# سیارک ۲۸۰۱۹
سیارک ۲۸۰۱۹ (به انگلیسی: 28019 Warchal، نامگذاری:1998AW8) بیست و هشت هزار و نوزدهمین سیارک کشف شده‌است که در ۱۴ ژانویه ۱۹۹۸ کشف شد.